# Джамбаттиста Боэтти
Джамбаттиста Боэтти (итал. Giambattista Boetti; Камино, 2 июня 1743 — Соловецкий монастырь, 1798) — итальянский полководец.

## Биография
Он родился в семье высшего среднего класса в Монферрато. Когда его мать умерла, а отец не проявлял особой любви, в раннем возрасте его отправили в Турин изучать медицину. В 1760 году он сбежал в Милан, где устроился писарем в полк Клеричи армии Габсбургов. Однако через несколько месяцев его уволили. В течение следующих двух лет он путешествовал между Прагой, Регенсбургом и Страсбургом, заработав репутацию распутника и сколотив значительное состояние благодаря связям и любовным интригам. После быстрого возвращения в Пьемонт и многочисленных путешествий по Италии у него возникло желание присоединиться к Доминиканскому ордену. В течение пяти лет он занимался изучением теологии в Ферраре.
В 1769 году он был отправлен с апостольской миссией в Мосул (территория современного Ирака). Здесь он обосновался в качестве главы Доминиканского ордена, одновременно занимаясь медицинской практикой, что гарантировало ему защиту паши. Однако эта защита не спасает его от ответственности за смерть турка, вверенного его попечению: его приговаривают к пятидесяти ударам палкой по ступням и ссылке. Он находит убежище неподалёку, в Амадии, у дворянина-несторианца. Отсюда он долго призывал центральное правительство Турции вмешаться, и в конце концов оно снова допустило его в Мосул. Его новое пребывание в городе омрачалось постоянными стычками с братьями, которые обвиняли его в безнравственном поведении и нарушениях в управлении миссией. Вынужден был вернуться в Италию, где обосновался в Ферраре.
В 1772 году Боэтти решил возобновить свое путешествие на Восток, не получив разрешения от начальства. В Урфе на юго-восточной границе Турции он поступил на службу к местному паше, по-прежнему будучи врачом. Ему удается завоевать доверие могущественной личности и даже стать ее секретарем и казначеем. Он получает от паши административную власть над христианскими церквями, а также избирается епископом общиной христиан-якобитов города.
В 1775 году паша Урфы был низложен, и Боэтти вернулся в Стамбул, где получил защиту французского консула, латинского епископа и самих доминиканцев. Он прожил в Стамбуле два года, за это время он наконец выучил турецкий и персидский языки и сумел сколотить небольшое состояние на своих заработках в качестве врача. Посетил Грузию, Персию и Сирию. В 1778 году его поймали, когда он, переодевшись армянином, переписывал в блокнот план укреплений Дамаска. Обвиненный в шпионаже в пользу русских (эпизод в его биографии, который так и не был полностью выяснен), он был арестован и доставлен обратно в Стамбул. Он был освобожден после прямого вмешательства Витторио Амедео III Савойского, заплатившего значительный залог.
Вернувшись в Италию, он остановился в Неаполе, а затем в Вене, где получил прощение от генерального настоятеля своего ордена. В 1781 году он был принят под защиту Витторио Амедео III в монастырь Трино Верчеллезе, где прожил более года, ведя себя как образцовый монах. И вдруг все начинается снова. В конце 1782 года он находился в Берлине, затем в Польше и Москве. После неудачной попытки поступить на службу к князю Потемкину он возобновляет свои путешествия. По-видимому, без всякой цели он возвращается в Персию, Грузию и Крым. В начале 1784 года, накануне своего самого сенсационного приключения, он снова был в Стамбуле, откуда отправил большое количество оружия в Иракский Курдистан. Его маневры привлекли внимание западного дипломатического сообщества, находившегося в Леванте. В своих отчетах европейские послы сообщали о деятельности Боэтти, но не раскрывали, от чьего имени он действовал. В конце года он покинул Стамбул с караваном персидского купца и, прибыв в Иракский Курдистан, поселился в небольшой деревне близ Амадии.